# Gopeisho
Gopeisho (孔雀小, Pavão miúdo) é um kata de caratê, de autoria desconhecia, mas cujo restaurador da forma original é identificado no mestre Robert Trias, do estilo Shuri-ryu.
A forma parece ter sido uma herança dos ensinamentos do mestre chinês Li Tsun I, da escola Hopei, que seria uma das mais influentes no desenvolvimento original do caratê.

## Características
O nome do kata, já fazendo referência a um pavão, representa esta ave durante o seu estado de defesa, preparando-se para um iminente ataque. Assim, ele abre suas asas lentamente e se levanta, firmando bem os pés e pernas; os movimentos das asas ainda serviriam de engodo para os verdadeiros ataques.
A linha de embusen é basicamente de uma lateral a outra, mas com certos deslocamentos para frente e para trás seguidos de retorno à linha principal.
Existe uma variação bastante parecida com o kata Tekki.